# مقاطعة زقاتالا
مقاطعة زقاتالا (بالأذرية: Zaqatala rayonu)‏ هي مقاطعة في أذربيجان، تقع في أذربيجان، وجمهورية أذربيجان الاشتراكية السوفيتية، بلغ عدد سكانها 126,900 نسمة وذلك حسب إحصائيات سنة 2017، عاصمتها زكتالا ‏، تبلغ مساحتها 1350 كيلومتر مربع.